# Adam Driver
Adam Douglas Driver (født 19. november 1983) er en amerikansk skuespiller.
Driver fik sit gennembrud i tv-serien Girls. Han har også medvirket i en række kendte film, som Star Wars, hvor han spillede en af hovedrollerne,J. Edgar (2011), Lincoln (2012), Frances Ha (2012), Inside Llewyn Davis (2013), The F Word (2013) og This Is Where I Leave You (2014).
I 2015 spillede han Kylo Ren, en af hovedrollerne i storfilmen Star Wars: The Force Awakens. Driver spiller den altdominerende hovedrolle i Jim Jarmusch' Paterson fra 2016, . Han har en stor birolle i Martin Scorseses film Silence (2016).

## Filmografi

### Film
| År   | Titel                                   | Rolle                   | Notater                                        |
| ---- | --------------------------------------- | ----------------------- | ---------------------------------------------- |
| 2010 | You Don't Know Jack: The Jack Soo Story | Glen Stetson            |                                                |
| 2011 | J. Edgar                                | Walter Lyle             |                                                |
| 2012 | Gayby                                   | Neil                    |                                                |
| 2012 | Not Waving But Drowning                 | Adam                    |                                                |
| 2012 | Lincoln                                 | Samuel Beckwith         |                                                |
| 2012 | Frances Ha                              | Lev Shapiro             |                                                |
| 2013 | Bluebird                                | Walter                  |                                                |
| 2013 | Inside Llewyn Davis                     | Al Cody                 |                                                |
| 2013 | Tracks                                  | Rick Smolan             |                                                |
| 2014 | The F Word                              | Allan                   |                                                |
| 2014 | Hungry Hearts                           | Jude                    |                                                |
| 2014 | This Is Where I Leave You               | Phillip Altman          |                                                |
| 2014 | While We're Young                       | Jamie                   |                                                |
| 2015 | Star Wars: The Force Awakens            | Kylo Ren                |                                                |
| 2016 | Midnight Special                        | Sevier                  |                                                |
| 2016 | Silence                                 | Father Francisco Garrpe |                                                |
| 2016 | Paterson                                | Paterson                |                                                |
| 2017 | Logan Lucky                             | Clyde Logan             |                                                |
| 2017 | Star Wars: The Last Jedi                | Kylo Ren                |                                                |
| 2018 | BlacKkKlansman                          | Flip Zimmerman          | Nominering - Oscar for bedste mandlige birolle |
| 2019 | Marriage Story                          | Charlie                 | Nominering - Oscar                             |
| 2019 | Star Wars: The Rise of Skywalker        | Kylo Ren                |                                                |

### TV
| År      | Titel                 | Rolle         | Notater     |
| ------- | --------------------- | ------------- | ----------- |
| 2010    | The Wonderful Maladys | Zed           | TV-pilot    |
| 2010    | The Unusuals          | Will Slansky  | 1 episode   |
| 2010    | Law & Order           | Robby Vickery | 1 episode   |
| 2012–nu | Girls                 | Adam Sackler  | 49 episoder |

### Teater
| År   | Titel                    | Rolle         | Notater                    |
| ---- | ------------------------ | ------------- | -------------------------- |
| 2010 | The Retributionists      | Dov Kaplinsky | Playwrights Horizons       |
| 2010 | Mrs. Warren's Profession | Frank Gardner | Roundabout Revival         |
| 2010 | Angels in America        | Louis Ironson | Signature Theatre Company  |
| 2011 | Man and Boy              | Basil Anthony | Roundabout Revival         |
| 2012 | Look Back In Anger       | Cliff         | Roundabout Theatre Company |